# Puhasta breza
Puhasta bréza (znanstveno ime Betula pubescens) je listopadno drevo iz družine brezovk.

## Opis
Vrstno ime je to drevo dobilo po mladih poganjkih, ki so pokriti s puhom in so od poganjkov navadne breze debelejši in niso povešeni. Skorja drevesa je belo siva ali rumenkasta, listi pa so jajčasti ali romboidni in grobo nazobčani, dolgi so od 2 do 5 cm, široko pa od 1,5 do 4,5 cm.. Mladi so na spodnji strani dlakavi, taki pa so tudi peclji. Listi za razliko od listov navadne breze na spodnji strnai nimajo smolnih žlez. Moška socvetja so viseče mačice, ženska pa pokončne, gosto zbite tvorbe, podobne majhnim storžkom. Plodovi so prav tako podobni majhnim storžkom. 
Drevo zraste povprečno od 10 do 20 metrov, izjemoma pa tudi do 27 metrov, deblo pa lahko izjemoma doseže premer do enega metra. Les puhaste breze se uporablja za izdelavo celuloze, primeren pa je tudi za struženje. Iz oglja puhaste breze pridobivajo črnilo za uporabo v tiskarstvu.

## Habitat in razširjenost
Puhasta breza je razširjena v Evropi, severni Aziji, sega pa tudi visoko v arktični polarni pas. Med vsemi brezami sega ta vrsta najvišje na sever. Drevo za rast potrebuje veliko vlage, uspeva pa na najrazličnejših tleh v vlažnem podnebju, v zmernem podnebju pa jo najdemo le v močvirjih in barjih. Razmnožuje se s semeni.
Podvrsta arktična puhasta breza (Betula pubescens subsp. tortuosa) je edino domorodno drevo Islandije in Grenlandije, kjer zraste od 5 do 6 metrov v višino.